# Baryceros serratorius
Baryceros serratorius är en stekelart som först beskrevs av Fabricius 1804.  Baryceros serratorius ingår i släktet Baryceros och familjen brokparasitsteklar. Inga underarter finns listade.